# Анна де Лузиньян
Анна де Лузиньян или Анна Кипрская (Anne de Lusignan; 24 сентября 1418 — 11 ноября 1462) — дочь кипрского короля Януса и Шарлотты Бурбонской (сестры графа де Ла Марша), наследница прав на иерусалимскую корону, супруга (с 1433 года) герцога Людовика I Савойского, мать 18 детей, 5 из которых умерли в детстве. Благодаря династическим бракам её детей и внуков кровь Лузиньянов потекла в жилах правителей Западной Европы.

## Биография
Совершив путешествие из Никосии в Шамбери, 14-летняя Анна сочеталась браком с герцогом Савойским. Она вела расточительный образ жизни и окружила себя фаворитами, сопровождавшими её в путешествии из Кипра. Её привычка к роскоши подорвала финансы Савойского герцогства. В обмен на замок Варамбон она выменяла у одного из баронов знаменитую Туринскую плащаницу, которая хранилась в часовне Савойских герцогов в Шамбери. При её дворе работал выдающийся композитор Гийом Дюфаи.
Анна Кипрская, в жилах которой текла кровь великих крестоносцев и византийских императоров, повысила международный престиж Савойской династии. Будучи по матери француженкой, Анна поддерживала тесные связи с французской аристократией. Своих дочерей она выдала замуж за дофина Людовика (будущего Людовика XI), коннетабля Сен-Поля и графа де Лонгвиля (сына великого полководца Дюнуа). Миланский герцог Джан Галеаццо Сфорца, (сын её дочери Боны) был её внуком, польская королева Бона Сфорца — правнучкой.

## Семья
1 ноября 1433 года в Шамбери Людовик I Савойский. У супругов было 18 детей, из которых пятеро умерли во младенчестве:
1. Амадей Савойский (1.2.1435 — 30.3.1472), герцог Савойский под именем Амадея IX Счастливого, князь Пьемонта, женат на принцессе Иоланде Французской (23.9.1434 — 23.8.1478);
2. Мария Савойская (10.3.1436 — 1.12.1437);
3. Людовик Савойский (1.4.1437 — 16.7.1482), граф Женевы и король Кипра, женат первым браком на принцессе Аннабелле Шотландской (1433—1509), вторым браком на королеве Шарлотте Кипрской (28.6.1444 — 16.7.1487);
4. Филипп II (4.2.1438—1497), герцог Савойский, князь Пьемонта;
5. Маргарита Савойская (1439 — 9.3.1483), замужем первым браком за Джованни IV Палеологом (24.6.1413 — 19.1.1464), маркграфом Монферрато, вторым браком за Пьером II де Люксембургским (1435 — 25.10.1482), графом Сен-Поля;
6. Пьер Савойский (2.2.1440 — 21.10.1458), архиепископ Тарантеза;
7. Янус Савойский (8.11.1440 — 22.12.1491), граф Женевы и Фосиньи, генерал-губернатор Ниццы, женат на принцессе Елене Люксембургской (ум. 1488);
8. Шарлотта (1441—1483), в 1451 вышла замуж за короля Франции Людовика XI
9. Аймоне (1442—1443)
10. Жак (1445)
11. Агнеса (1445—1508), в 1466 вышла замуж за Франсуа Орлеанского, графа де Лонгвиль (1447—1491)
12. Жан-Луи (1447—1482), епископ Женевы и епископ Тарантеза
13. Мария (1448—1475), в 1466 вышла замуж за Луи де Люксембург-Сен-Поль (1418—1475)
14. Бона (1449—1503), в 1468 вышла замуж за Галеаццо Сфорца (1444—1476), герцога Милана
15. Жак (1450—1486), граф Ромонта, сеньор Во
16. Мария (1451—1495)
17. Франциск (1454—1490), архиепископ Оша и епископ Женевы
18. Жанна (1455)

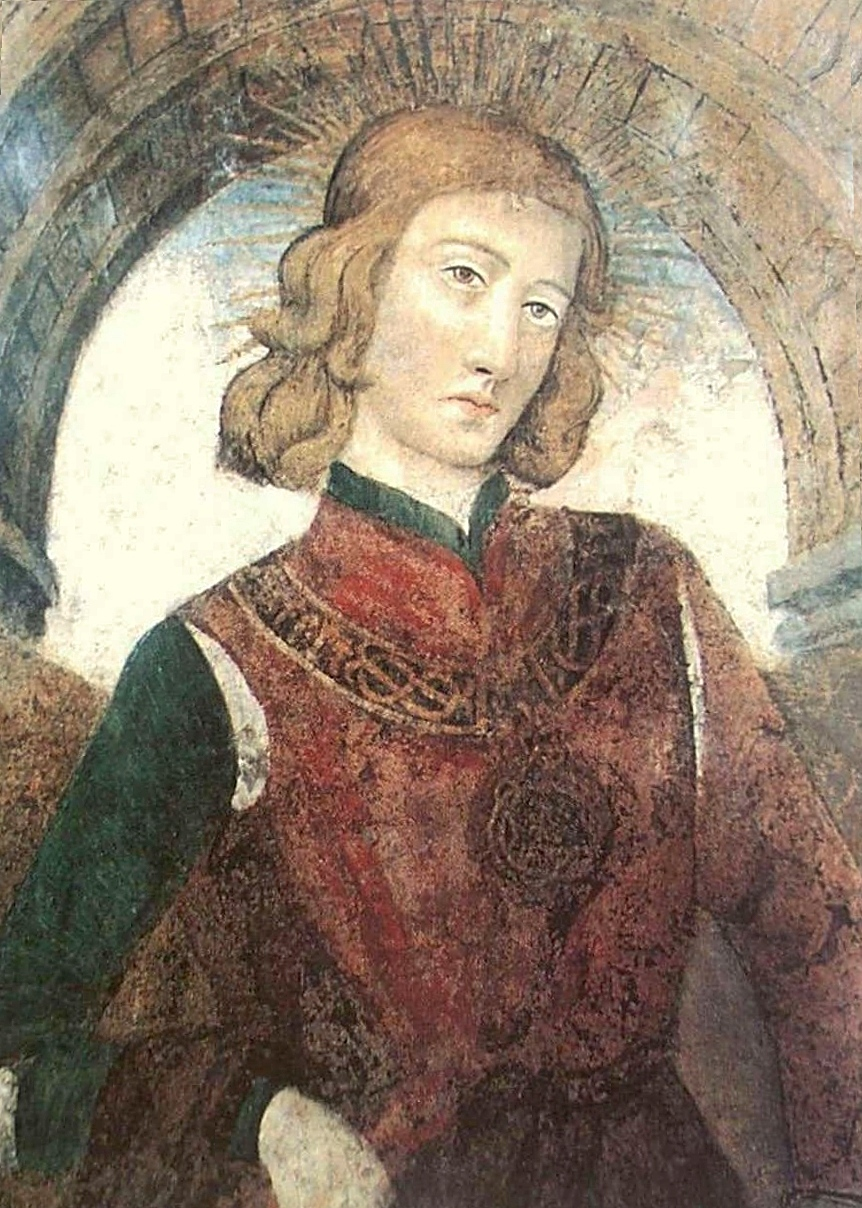
Амадей
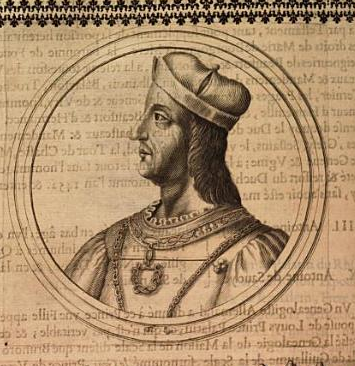
Людовик
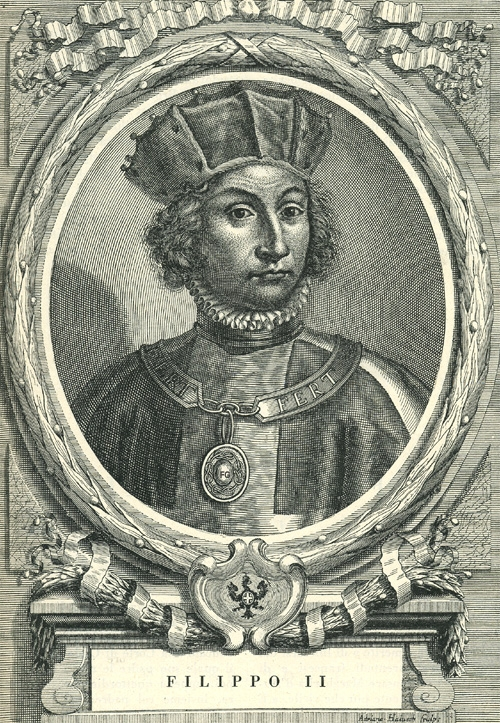
Филипп II
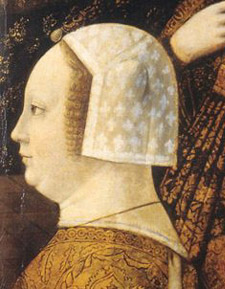
Бона
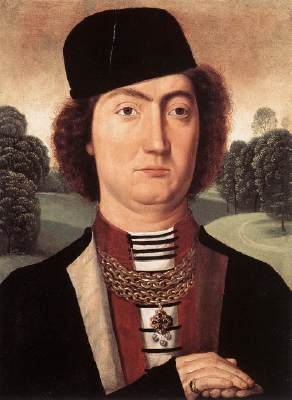
Жак (1450—1486)